# 빈첸초 페르디난디

빈첸초 페르디난디(Vincenzo Ferdinandi) (Newark, 1920 - Roma, 1990)는 이탈리아의 디자이너이다.
빈첸초 페르디난디는 이탈리아로 이사하여 로마에 아틀리에를 열었다. 1952년, 그는 피렌체의 Palazzo Pitti에서 열린 최초의 역사적인 오뜨 꾸뛰르 쇼에 참여하였고,
1953년, 그는 다른 디자이너들과 함께 SIAM-Italian Fashion Union을 설립하였다.
2014년, "벨리 시마"전시회의 일환으로 로마의 Maxxi 박물관은 이탈리아 패션의 선구자 중 한 명으로 선정되었다.